# Galáxia de disco

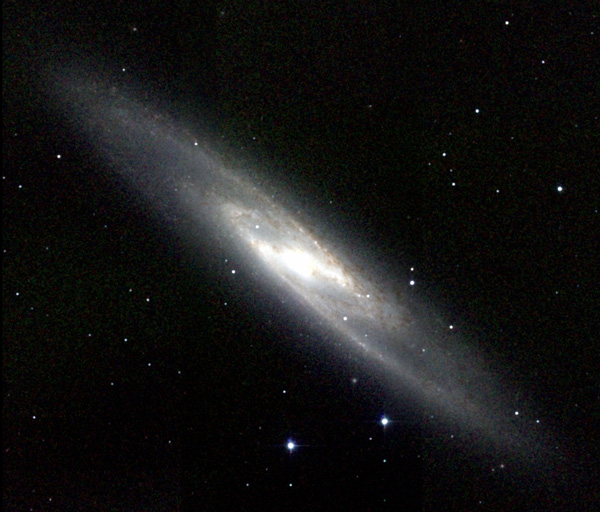
A Galáxia do Escultor (NGC 253) é uma galáxia de disco.

Uma galáxia de disco é uma galáxia caracterizada por um disco galáctico, um volume circular achatado de estrelas. Essas galáxias podem ou não incluir uma região central não semelhante a um disco (uma protuberância galáctica).
Os tipos de galáxias de disco incluem: 
- galáxias espirais
  - galáxias espirais não barradas (tipos S, SA)
  - galáxias espirais barradas (tipo SB)
  - galáxias espirais intermediárias (tipo SAB)
- galáxias lenticulares (tipos E8, S0, SA0, SB0, SAB0)

Galáxias que não são tipos de disco incluem: 
- galáxias elípticas (tipo dE)
- galáxias irregulares (tipo dI)